# Phyllodactylidae
Phyllodactylidae — родина геконоподібних ящірок. Містить 148 видів. Родину запропоновано у 2008 році на основі філогенетичного аналізу, виокремивши її з родини геконових (Gekkonidae). Всі представники родини мають унікальну делецію в гені PDC.

## Поширення
Phyllodactylidae поширені в Америці, Південній Європі, Північній Африці та на Близькому Сході.

## Класифікація
Роди:
- Asaccus
- Garthia
- Gymnodactylus
- Haemodracon
- Homonota
- Phyllodactylus
- Phyllopezus
- Ptyodactylus
- Tarentola
- Thecadactylus

## Філогенія
Еволюційні зв'язки за Gamble, Bauer, Greenbaum, & Jackman, 2008 et Vidal & Hedges, 2009.
```
           o 
Gekkota

           │
           ├─o 
Pygopodoidea

           │ ├─o 
Carphodactylidae

           │ ├─o 
Diplodactylidae

           │ └─o 
Pygopodidae

           │
           ├─o 
Eublepharoidea

           │ └─o 
Eublepharidae

           │
           └─o 
Gekkonoidea

             ├─o 
Gekkonidae

             ├─o 
Sphaerodactylidae

             └─o 
Phyllodactylidae
```